# Орта Дересин (станция)
Орта Дересин (каз. Орта Дересін) — станция в Актогайском районе Карагандинской области Казахстана. Входит в состав Ортадересинского сельского округа. Код КАТО — 353659500.

## Население
В 1999 году население станции составляло 74 человека (33 мужчины и 41 женщина). По данным переписи 2009 года, в населённом пункте проживало 149 человек (69 мужчин и 80 женщин).